# Alexéi Ramírez
Alexéi Fernando Ramírez Rodríguez (Pinar del Río, Cuba, 9 de septiembre de 1981) es un excampocorto y segunda base cubano de béisbol profesional de las Grandes Ligas.  Jugó para los Chicago White Sox entre 2008 y 2015, y con los San Diego Padres y Tampa Bay Rays en 2016. El mánager de los White Sox Ozzie Guillén lo apodó “El misil cubano” debido a su físico y la mezcla de velocidad y poder en su juego. Actualmente firmó para los Diablos Rojos del México de la Liga Mexicana de Béisbol.

## Carrera en el béisbol
Durante su carrera de siete temporadas en Cuba, Alexei jugó la mayoría del tiempo como campocorto y jardinero para Pinar del Río. Alexei promedió para .335 en la Serie, siendo el líder en jonrones en la temporada 2006-2007 con 20 mientras promediaba para .338 (esa sería su última temporada en Cuba, debido a que su por entonces novia y madre de sus hijos se graduó de medicina y se fue definitivamente del país). Durante el Clásico Mundial del 2006, jugó como jardinero central conectando 6 hits en 16 turnos al bate lo que impresionó a los scouts americanos presentes en los partidos.
En septiembre del 2007, Alexei abandonó Cuba al hacerse ciudadano dominicano y aplicó para entrar a las Grandes Ligas como agente libre. Recibió ofertas de varios equipos antes de llegar a un acuerdo de cuatro temporadas con los Chicago White Sox.
Durante su primera temporada en la Mayores, tuvo una gran actuación tanto ofensiva como defensiva a pesar de jugar en segunda base en lugar de su posición habitual como campocorto. Alexei terminó en el segundo lugar de la votación por el Novato del Año, por detrás de Evan Longoria de los Tampa Bay Devil Rays.
Su primer cuadrangular en Grandes Ligas lo conectó el 16 de mayo de 2008, contra el lanzador Billy Sadler de los San Francisco Giants. Alexei lideró la Liga en cuadrangulares con bases llenas con 4, además le hizo swing al 59% de los lanzamientos que le realizaron durante esa temporada, liderando igualmente las Grandes Ligas en ese reglón ofensivo.
Alexei capturó el batazo que condujo al out final del Juego Perfecto lanzado por Mark Buehrle el 23 de julio de 2009. Ken Harrelson, el anunciador de los White Sox, exclamó: “Alexei! Yes! Yes! Yes! Yes! Yes! History!” cuando se completó la jugada.

### Récord de cuadrangulares con bases llenas
Conectó su primer cuadrangular con bases llenas el 27 de julio de 2008 contra los Texas Rangers.
El 20 de septiembre, conectó su tercer cuadrangular con bases llenas de la temporada, enfrentando al pitcher Brian Bannister de los Kansas City Royals, en la victoria de 9-4 de los White Sox, con este jonrón empató la marca de la Liga Americana para un novato que pertenecía a Shane Spencer de los New York Yankees desde 1998. Ese fue el undécimo jonrón con bases llenas de los White Sox en la temporada con lo que se igualaba el récord del club impuesto en el 2006.
El 29 de septiembre de 2008, Alexei conectó su cuarto cuadrangular con bases llenas de la temporada, imponiendo un nuevo récord para novatos en las Grandes Ligas. El jonrón lo conectó contra Gary Glover, pitcher de los Detroit Tigers, en la victoria de los White Sox por 8-2, que enviaba al equipo a un juego de desempate y muy importante contra los Minnesota Twins, por el título de la división central de la Liga Americana. Este cuadrangular, también rompió el récord de jonrones con bases llenas del equipo en una temporada.
El 5 de mayo de 2014, conectó el hit 1,000 de su carrera, ante el lanzador Justin Grimm de los Chicago Cubs.
Fue seleccionado a su primer juego de Juego de Estrellas en 2014, junto a sus compañeros Chris Sale y José Abreu.
El 4 de noviembre de 2015, los White Sox declinaron la opción de $10 millones de Ramírez para 2016, convirtiéndolo en agente libre.

### San Diego Padres
El 22 de enero de 2016, Ramírez firmó un contrato de un año y $3 millones con los Padres de San Diego, con una opció mutua de $4 millones para 2017. Participó en 128 juegos con los Padres, registrando promedio de .240 con cinco jonrones y 41 impulsadas. El 4 de septiembre fue liberado por el equipo.

### Tampa Bay Rays
EL 8 de septiembre de 2016, Ramírez fue firmado por los Rays de Tampa Bay. Solo participó en 17 juegos con el equipo, dejando promedio de .246 con un jonrón y siete immpulsadas. El 3 de noviembre se convirtió en agente libre.

## Cuadrangulares con bases llenas
- 22 de julio de 2008 vs. Texas Rangers (Pitcher: Dustin Nippert)
- 17 de agosto de 2008 vs. Oakland Athletics (Pitcher: Dan Meyer)
- 20 de septiembre de 2008 vs. Kansas City Royals (Pitcher: Brian Bannister)
- 29 de septiembre de 2008 vs. Detroit Tigers (Pitcher: Gary Glover)
- 25 de abril de 2009 vs. Toronto Blue Jays (Pitcher: Shawn Camp)